# Брент Евърет
Брент Евърет (на английски: Brent Everett, роден на 10 февруари 1984 г. в град Муус Джо, Саскачеван) е канадски гей порнографски актьор и режисьор. Той се снима в гей порнографски филми за различни студия в САЩ.
От първите си изяви в началото на 2003 г., Евърет участва в повече от четиринадесет продукции за широка гама от студия.

## Биография
В началото на работната си кариера Брент бива класифициран от студиите като Туинк (т.е. млад гей, в края на пубертета си или в началото на двадесетте си години, с малко или никакво окосмяване по тялото и лицето си). Въпреки това днес, поради по-едрото си и по-мускулесто телосложение, вече не се вписва напълно в този термин. Той има няколко татуировки на ръцете си, като на дясната има изобразен свитък с три китайски йероглифа, които се четат „Дъстин“ (да си тинг 达斯汀). Също така има две линии като татуировка под левия си лакът.
Евърет практикува т.нар. Беърбек (на английски: Bareback - незащитен секс) във филми за различни студия (включително и дебюта си в „Barebacking across America“ за Tipo Sesso, когато е на 18-годишна възраст), като в повечето от тях участва с гаджето си Чейс Маккензи, с когото започва своята кариера в порното (макар че понякога практикува незащитен анален секс с други актьори). Маккензи се появява в много филми, в които ясно проличава Евърет като главен актьор. В повечето участия, Евърет е както активен, така и пасивен в своите филми.
Брент Евърет никога не подписва договор за участие като „ексклузивен“ с никоя от големите порно компании, за разлика от много други актьори. Това му позволява лесно да минава от едно порно студио в друго. Евърет се появява като плакат-модел в списание Freshmen през септември 2003 и има много изяви като модел в списание Playguy. През 2004 г. той участва заедно с Брент Кориган в спорния филм на Cobra Video Schoolboy Crush.
С цел да разшири кариерата си в порното, Евърет отваря собствен абонаментен сайт в края на 2004 г., като предлага видео стрийм, изтегляния на снимки, шоута с уеб камера на живо, както и онлайн магазин, в който продава своето използвано бельо, DVD филми и др. Освен това Брент основава своя собствена дистрибуторска компания под името „Triple X Studios“ за която той се снима и режисира филми.
През август 2006 г., Channel 1 Releasing обявява, че Евърет ще участва в три нови филма за Chi Chi LaRue: Sized Up, Starting Young, and 2nd Inning: Little Big League 2. Той бе интервюиран от Джейсън Сехрест за KSEX радио на 8 ноември 2007 година. Видеото на интервюто е налично на блога на Брент.
През септември 2008 г., Брент Евърет оповестява публично плановете си да се омъжи за гей порно звездата Стив Пеня. Двамата сключват брак в малка семейна церемония на 3 октомври 2008 г. в Сан Диего, Калифорния.

## Награди и номинации
- Winner: Gayvn Award – Fan Favorite 2010 (2010).[6]
- Winner: Gayvn Award – Best pornstar website(2010).[6]
- Winner: Cybersocket Web Award – Best Amateur Webcam (2010).[7]
- Winner: JRL Award – Best gay pornsite(2010).[8]
- Nominated: Gayvn Award – Web performer of the year(2010).[9]
- Winner: Cybersocket Web Award – Best Live XXX Show (2009).[7]
- Nominated: Cybersocket Web Award – Best Pornstar (2010)
- Nominated: Cybersocket Web Award – Best Porn Blog (2010)
- Nominated: Cybersocket Web Award – Best Amateur Video Site (2010)
- Nominated: Cybersocket Web Award – Best Pornstar Website (2009)
- Winner: International Pornstar of the Year – Under 27 (2008)
- Voted #1: Top 10 men in porn – JasonCurious.com  (2007 & 2008)
- Nominated: GAYVN Awards – Best Sex Comedy: Little Big League 2 (2007)
- Voted #1: Top 5 men in porn – PornConfidential  (2007 & 2008)
- 2005 Nominated: GAYVN Awards – Best Sex Scene: SuperSoaked.[10]
- Winner: Freshmen Magazine – Freshmen of the Year (2006)
- Nominated: GRABBY Awards – Best Duo Sex Scene: SuperSoaked (2006)

## Договори за индосиране (Endorsements)
- Fleshjack – Brent Everett Line Fleshjack Boy[11]
- Rock Hard Extreme – Herbal aphrodisiac [11]
- Maxpro Condoms[11]

## Филмография
- Fuck U (2010) – Channel 1 Releasing
- Brent Everett Is Wetter Than Ever (2010) – Channel 1 Releasing
- Navy Blues – като морякът Mitchell
- Gay Pornstars – като Джейк (непорнографска роля)
- Wantin' More (2006) – BrentEverett.com
- Sized Up (2006) Channel 1 releasing – Режисиран от ChiChi LaRue
- Rascal Superstar Series 'Brent Everett'  (2007) Channel 1 releasing – Режисиран от ChiChi LaRue
- Super Soaked (2005) Falcon Studios – Режисиран от ChiChi LaRue
- Starting Young 2 (2006) Channel 1 releasing – Режисиран от ChiChi LaRue
- Wicked (2005) Channel 1 releasing – Режисиран от ChiChi LaRue
- Lookin for Trouble (2006) Channel 1 releasing – Режисиран от Doug Jefferies
- Little Big League (2004) Channel 1 releasing – Режисиран от Doug Jefferies
- Little Big League 2: 2nd Inning (2006) Channel 1 releasing – Режисиран от Doug Jefferies
- Vancouver Nights (2006) Fierce Dog (непорнографска роля)
- Boyland (2004) All worlds video
- My Overstuffed Jeans (2004) Catalina Video
- Best of Brent Everett
- Cruisemaster's Road Trip 5
- Sex Motel
- Cruising It Studio 2000
- Schoolboy Crush
- Barebacking Across America (2003)